# Alcofra
Alcofra es una freguesia portuguesa del concelho de Vouzela, con 28,32 km² de superficie y 1.202 habitantes (2001). Su densidad de población es de 42,4 hab/km².

## Galería

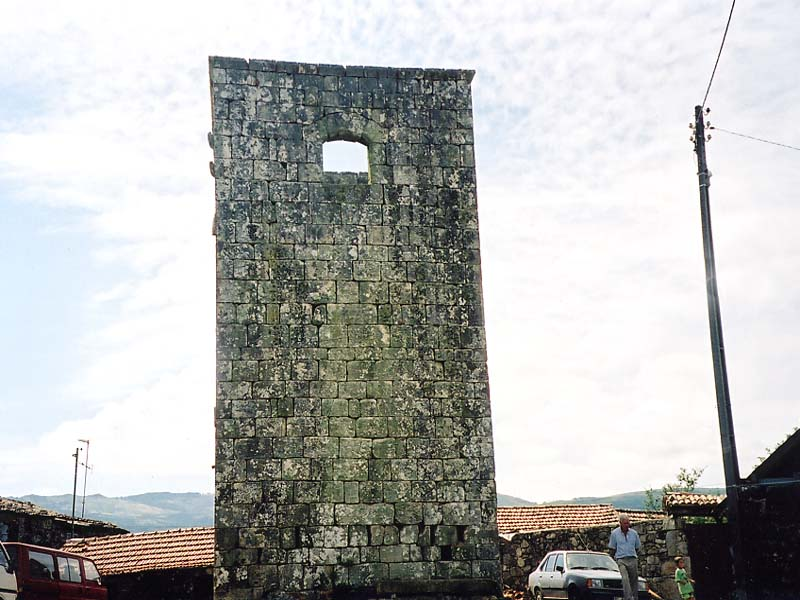
Torre medieval de Alcofra